# Gauliga Pommern 1939/40
Die Gauliga Pommern 1939/40 (offiziell: Gauklasse Pommern) war die siebte Spielzeit der Gauliga Pommern des Deutschen Fußball-Bundes. Durch den Beginn des Zweiten Weltkriegs gab es erneut einige Änderungen in der Meisterschaft. Am 27. August 1939 wurde der für den nächsten Tag geplante Start der Gauliga abgesagt. Zur Überbrückung wurden anschließend Rundenspiele und in Stettin eine Stadtmeisterschaft (Gewinner: MTV Pommerensdorf) und eine Sonderrunde durchgeführt, welche beide am 26. November 1939 endeten. Am 3. Dezember 1939 startete dann schließlich die Meisterschaften in allen Spielklassen.
Der LSV Pütnitz zog sich kriegsbedingt freiwillig in die nun 1. Kreisklassen genannte Zweitklassigkeit zurück. Auch der eigentliche Aufsteiger HSV Köslin nahm nicht am Spielbetrieb teil, da der Verein vermutlich kriegsbedingt nicht mehr existierte. Dadurch steigen weitere Vereine aus den Bezirksklassen auf. Der Polizei SV Stettin und der SV Sturm Lauenburg zogen sich während der Saison ebenfalls zurück. Die Gauklasse Pommern wurde in zwei Gruppen aufgeteilt. Die jeweiligen Gruppensieger spielten in Finalspielen die Gaumeisterschaft aus. Am Ende setzte sich der Aufsteiger VfL Stettin gegen SV Germania Stolp durch und wurde erstmals Gaumeister. Durch diese Meisterschaft qualifizierte sich Stettin für die deutsche Fußballmeisterschaft 1939/40, bei der sieglos der letzte Platz der Untergruppe 1a erreicht wurde.

## Abschnitt Ost

### Kreuztabelle
| 1939/40                | SV Germania Stolp | SV Viktoria Stolp | SV Stern-Fortuna Stolp | FC Pfeil Lauenburg | SV Sturm Lauenburg |
| ---------------------- | ----------------- | ----------------- | ---------------------- | ------------------ | ------------------ |
| SV Germania Stolp      |                   | 7:1               | 0:1                    | +0:0 a             | 6:0                |
| SV Viktoria Stolp      | 1:2               |                   | 3:2                    | 0:0+ b             | 2:1                |
| SV Stern-Fortuna Stolp | 3:7               | 1:2               |                        | 7:2                |                    |
| FC Pfeil Lauenburg     | 0:7               | 1:6               | 0:0+ c                 |                    | 2:1                |
| SV Sturm Lauenburg     | 1:5               |                   | 3:10                   | 0:6                |                    |

### Abschlusstabelle
| Pl. | Verein                     | Sp. | S | U | N | Tore    | Quote | Punkte |
| --- | -------------------------- | --- | - | - | - | ------- | ----- | ------ |
| 1.  | SV Germania Stolp          | 6   | 5 | 0 | 1 | 023:600 | 3,83  | 10:20  |
| 2.  | SV Viktoria Stolp (M)      | 6   | 3 | 0 | 3 | 013:130 | 1,00  | 06:60  |
| 3.  | SV Stern-Fortuna Stolp (N) | 6   | 3 | 0 | 3 | 014:140 | 1,00  | 06:60  |
| 4.  | FC Pfeil Lauenburg         | 6   | 1 | 0 | 5 | 003:200 | 0,15  | 02:10  |
| 5.  | SV Sturm Lauenburg d (N)   | 0   | 0 | 0 | 0 | 000:000 | 1,00  | 0:0    |

| (M) | Titelverteidiger                  |
| (N) | Aufsteiger aus den Bezirksklassen |

## Abschnitt West

### Kreuztabelle
| 1939/40             | VfL Stettin | Stettiner SC | SV Nordring Stettin | MTV Pommerensdorf | TSv 1861 Swinemünde | Polizei SV Stettin |
| ------------------- | ----------- | ------------ | ------------------- | ----------------- | ------------------- | ------------------ |
| VfL Stettin         |             | 1:3          | 4:0                 | 1:3               | 8:1                 | +0:0               |
| Stettiner SC        | 2:2         |              | 1:2                 | 4:1               | 5:0                 |                    |
| SV Nordring Stettin | 1:3         | 3:5          |                     | 2:1               | 10:0                | 10:2               |
| MTV Pommerensdorf   | 0:6         | 1:4          | 2:0                 |                   | 2:1                 | 6:0                |
| TSV 1861 Swinemünde | 1:4         | 2:1          | 6:1                 | 5:2               |                     | 4:4                |
| Polizei SV Stettin  | 1:6         | 0:0+         |                     |                   |                     |                    |

### Abschlusstabelle
| Pl. | Verein                  | Sp. | S | U | N | Tore    | Quote | Punkte |
| --- | ----------------------- | --- | - | - | - | ------- | ----- | ------ |
| 1.  | VfL Stettin (N)         | 8   | 5 | 1 | 2 | 029:110 | 2,64  | 11:50  |
| 2.  | Stettiner SC            | 8   | 5 | 1 | 2 | 025:120 | 2,08  | 11:50  |
| 3.  | SV Nordring Stettin     | 8   | 3 | 0 | 5 | 019:220 | 0,86  | 06:10  |
| 4.  | MTV Pommerensdorf       | 8   | 3 | 0 | 5 | 012:230 | 0,52  | 06:10  |
| 5.  | TSV 1861 Swinemünde (N) | 8   | 3 | 0 | 5 | 016:330 | 0,48  | 06:10  |
| 6.  | Polizei SV Stettin d    | 0   | 0 | 0 | 0 | 000:000 | 1,00  | 0:0    |

| (N) | Aufsteiger aus der Bezirksklasse |

## Finalspiele Gaumeisterschaft

### Hinspiel
| SV Germania Stolp                      | SV Germania Stolp | VfL Stettin | VfL Stettin |
| -------------------------------------- | --- | --- | ----------- |
| SV Germania Stolp                      | \| 7. April 1940 in Stolp (Germaniaplatz) \| \| Ergebnis: 1:2 (0:2) \| \| Zuschauer: 1.000 \| \| Schiedsrichter: Korsch (Pütnitz) \| | \| 7. April 1940 in Stolp (Germaniaplatz) \| \| Ergebnis: 1:2 (0:2) \| \| Zuschauer: 1.000 \| \| Schiedsrichter: Korsch (Pütnitz) \|                       | VfL Stettin |
| SV Germania Stolp                      | Frankenstein – Block, Schröer – Jäger, Lewand, Bauske – Knuth, Elbem, Golz, Klewin, König                                            | Walter Albrecht – Werner Montag, Josef Leyens – Steege, Horst Kiow, Rudolf Aporius – Gustav Mann, Hans Schitteck, Otto Krohn, Egon Schönwald, Erich Müller | VfL Stettin |
| SV Germania Stolp                      | 1:2 Elbem (51.) | 0:1 Schönwald (6.) 0:2 Mann (15.) | VfL Stettin |
| 7. April 1940 in Stolp (Germaniaplatz) | | |             |
| Ergebnis: 1:2 (0:2)                    | | |             |
| Zuschauer: 1.000                       | | |             |
| Schiedsrichter: Korsch (Pütnitz)       | | |             |

### Rückspiel
| VfL Stettin                              | VfL Stettin | SV Germania Stolp                                                                               | SV Germania Stolp |
| ---------------------------------------- | --- | ----------------------------------------------------------------------------------------------- | ----------------- |
| VfL Stettin                              | \| 14. April 1940 in Stettin (Preußenplatz) \| \| Ergebnis: 0:1 (0:1) \| \| Zuschauer: 4.000 \|                                                      | \| 14. April 1940 in Stettin (Preußenplatz) \| \| Ergebnis: 0:1 (0:1) \| \| Zuschauer: 4.000 \| | SV Germania Stolp |
| VfL Stettin                              | Walter Albrecht – Werner Montag, Josef Leyens – Kamup, Horst Kiow, Rudolf Aporius – Gustav Mann, Hans Schitteck, Meyer, Egon Schönwald, Gustav Nowak | Husermann – Frankenstein, Bauske – Lewand, Block, Tawaleck – Knuth, Elbem, Golz, Klewin, König  | SV Germania Stolp |
| VfL Stettin                              | 0:1 Golz (26.) |                                                                                                 | SV Germania Stolp |
| 14. April 1940 in Stettin (Preußenplatz) | |                                                                                                 |                   |
| Ergebnis: 0:1 (0:1)                      | |                                                                                                 |                   |
| Zuschauer: 4.000                         | |                                                                                                 |                   |

### Entscheidungsspiel
| VfL Stettin                                             | VfL Stettin | SV Germania Stolp                                                                                               | SV Germania Stolp |
| ------------------------------------------------------- | --- | --- | ----------------- |
| VfL Stettin                                             | \| 21. April 1940 in Stettin (Sportplatz des Stettiner SC) \| \| Ergebnis: 5:2 (2:0) \| \| Zuschauer: 5.0000 \| | \| 21. April 1940 in Stettin (Sportplatz des Stettiner SC) \| \| Ergebnis: 5:2 (2:0) \| \| Zuschauer: 5.0000 \| | SV Germania Stolp |
| VfL Stettin                                             | 1:0 Mann (25.) 2:0 Mann (42.) 3:1 Schittek (57.) 4:1 Schittek (59.) 5:2 Mann (75.)                              | 2:1 Klewin (47.) 4:2 Bauske (??.)                                                                               | SV Germania Stolp |
| 21. April 1940 in Stettin (Sportplatz des Stettiner SC) | | |                   |
| Ergebnis: 5:2 (2:0)                                     | | |                   |
| Zuschauer: 5.0000                                       | | |                   |

## Aufstiegsrunde

### Gruppe Ost
Alle drei Aufsteiger spielten in dieser Saison in der 1. Kreisklasse Bezirk 6 Persantebezirk.
- SV Viktoria Kolberg
- Kösliner SV Phönix
- SV Preußen Köslin

### Gruppe West
Nachträglich durfte ebenfalls der LSV Pütnitz aufsteigen.
| Pl. | Verein                                                                           | Sp. | S | U | N | Tore    | Quote | Punkte |
| --- | -------------------------------------------------------------------------------- | --- | - | - | - | ------- | ----- | ------ |
| 1.  | SV Preußen-Borussia Stettin (Sieger 1. Kreisklasse Bezirk 3 Oderland A)          | 6   | 4 | 1 | 1 | 022:110 | 2,00  | 09:30  |
| 2.  | LSV Stettin (Sieger 1. Kreisklasse Bezirk 3 Oderland B)                          | 6   | 4 | 0 | 2 | 035:190 | 1,84  | 08:40  |
| 3.  | LSV Pütnitz (Sieger 1. Kreisklasse Bezirk 1 Ernst-Moritz-Arndt-Bezirk)           | 6   | 3 | 1 | 2 | 018:150 | 1,20  | 07:50  |
| 4.  | WKG der BSG Gauger & Schünke Stettin (Sieger 1. Kreisklasse Bezirk 3 Oderland C) | 6   | 0 | 0 | 6 | 008:380 | 0,21  | 0:12   |